# Pierre Louis-Dreyfus
Pour les articles homonymes, voir Dreyfus et Louis-Dreyfus.
Guy Robert Pierre Philippe Louis-Dreyfus dit Pierre Louis-Dreyfus, né le 17 mai 1908 dans le 8e arrondissement de Paris et mort le 15 janvier 2011 à Neuilly-sur-Seine à 102 ans, est un militaire, armateur et banquier français, également pilote automobile, et vice-président du groupe Louis-Dreyfus. Il est compagnon de la Libération.

## Biographie

### Jeunesse et études
Aîné des petits-fils de Léopold Louis-Dreyfus, Pierre Louis-Dreyfus est le fils de l'armateur et négociant Charles Louis-Dreyfus (en) (1870-1929), codirecteur du groupe Louis-Dreyfus à partir de 1915, et de Germaine Sarah Hément.
Il étudie au lycée Condorcet puis il est simultanément licencié en lettres et en droit en 1928. Il fait son service militaire comme élève officier de réserve à l’école de cavalerie de Saumur dont il sort sous-lieutenant en 1929. Il suit la voie paternelle.
Marié en 1929 à Dolorès Neubauer (1905-1987), puis en 1937 à Claude Andrée Charlotte Singer (1915-2005) (fille du banquier Hermann Armand Singer), il est le père de Philippe Louis-Dreyfus, président du groupe Louis Dreyfus Armateurs (LDA), et de Gérard Louis-Dreyfus, le grand-père de l'actrice Julia Louis-Dreyfus et le beau-père de Jean Sudreau (fils de Pierre Sudreau).

### Seconde Guerre mondiale
Rappelé dans la cavalerie le 23 août 1939, il est cité à deux reprises au Luxembourg et en France. Son capitaine blessé il commande l'escadron pendant six semaines, reçoit l'ordre de descendre d'Évreux vers Satory pour prendre du matériel mais le colonel d'artillerie a reçu l'ordre de faire exploser ce même matériel. Il reçoit ensuite l'ordre de capituler à Rennes et il amène son escadron dans le sud. Il retrouve sa famille et Emmanuel d'Astier de la Vigerie à Saint-Jean-Cap-Ferrat. Refusant la défaite, il s'engage dans la Résistance en 1941 notamment auprès du colonel Vautrin pour coordonner les groupes de résistance du sud de la France au sein du réseau Front national (qui n'a aucun lien avec le parti politique). Puis il s'évade de France par l'Espagne le 23 novembre 1942 en passant par Lisbonne et l'Irlande, il atterrit en hydravion en Angleterre en janvier 1943, tandis que son épouse et ses trois enfants qui l'ont suivi à travers une marche de vingt-cinq heures à travers les Pyrénées partent depuis Lisbonne vers l'Argentine.
Il est engagé sur sa demande dans une unité combattante et rejoint la 1re DFL en Afrique où il sert en qualité d'officier de liaison avec la 51e division highland écossaise puis il est muté à la 2e DFL quelques jours en juillet 1943, rapatrié en Angleterre pour être breveté mitrailleur avant d’être affecté au groupe de bombardement Lorraine où il trouve Romain Gary et Pierre Mendès France parmi ses camarades en janvier 1944. Il effectue 81 missions sur le front de l'ouest (Allemagne, Belgique, Hollande) totalisant 181,5 heures de vol de guerre. Il termine comme capitaine représentant l'armée française à l'état-major de la 137e wing de la Royal Air Force.

### Carrière en sport automobile
Sous le pseudonyme de "Heldé" (les deux initiales de son nom), il participe onze fois aux 24 Heures du Mans entre 1931 et 1955, épreuve dont il termine deuxième en 1935 à sa troisième participation sur sa propre Alfa Romeo 8C 2300 avec Henri Stoffel (il sera encore 18e en 1953, sur O.S.C.A.),.
En 1936, il est deuxième du Grand Prix du Comminges derrière Jean-Pierre Wimille, et huitième du Grand Prix de France associé à René Schumann, par deux fois sur Talbot T150C.
Il ne doit pas être confondu avec René Dreyfus, autre pilote automobile des années 1930.
Il devient après la guerre délégué du Ministère de la Jeunesse et des Sports auprès de la Fédération française du sport automobile (la FFSA), et il est distingué comme Officier de l'Ordre du Mérite sportif (avant la disparition de ce dernier en 1963).

### Carrière professionnelle
Il sera armateur et banquier, président directeur général de Louis Dreyfus et compagnie de 1967 à 1975 puis son vice-président depuis cette date. Il fut vice-président du comité central des armateurs français, membre du conseil supérieur de la marine marchande, vice-président du conseil d'administration de la société d'entraide des Compagnons de la Libération et délégué du ministre de la jeunesse et des sports auprès de la fédération des sports automobiles.
Il meurt le 15 janvier 2011 à 102 ans, restant longtemps le doyen des pilotes automobile français. Jusqu'au 8 juin 2017, il est le Compagnon de la Libération ayant vécu le plus longtemps. Il est détrôné par Guy Charmot qui fête ses 104 ans le 9 octobre 2018.

## Distinctions
- Grand officier de la Légion d'honneur
- Compagnon de la Libération (par décret du 17 novembre 1945 et membre du conseil de l’ordre à partir de juin 1969)[7]
- Croix de guerre 1939–1945 (six citations)
- Médaille de la Résistance française, avec rosette par décret du 31 mars 1947[8]
- Commandeur de l'ordre du Mérite maritime
- Médaille des évadés
- Officier de l'ordre du Mérite sportif‎
- Officier de l'ordre du Mérite touristique